# درک توهیل
درک توهیل (انگلیسی: Derek Tohill; ۳۰ سپتامبر ۱۹۷۵ – ) راننده مسابقه‌ای اهل جمهوری ایرلند بود.
توهیل در سال ۲۰۱۰ قهرمان مسابقات رالی کراس بخش ۲راروپا و قهرمانی خودروهای تورینگ در سال ۲۰۱۳ با رانندگی یک خودرو فورد فیستا شد.